# Бородатые агамы
Бородатые агамы, бородатые ящерицы или амфиболурусы (лат. Amphibolurus) — род ящериц из семейства агамовых, обитающий в Австралии.

## Описание
Общая длина представителей рода достигает 13—15 см. Цвет кожи сероватый или коричневатый, оливковый с зеленоватым оттенком. У большинства видов на спине есть светлые полосы или тёмные пятна. Присутствуют гребни в виде нескольких полос, которые состоят из крупной чешуи — они тянутся от затылка к хвосту. Эта чешуя обычно колючая и направлена к голове. Конечности и хвост длинные. Имеются до 11 бедренных и 1—3 преанальных пор с каждой стороны туловища.

## Образ жизни
Предпочитают лесную местность в умеренных и полузасушливых районах, речную растительность тропиков. Значительную часть времени проводят на деревьях, прячась на стволах и среди ветвей.

## Размножение
Это яйцекладущие ящерицы. Самки откладывают до 10 яиц.

## Распространение
Являются эндемиками Австралии.

## Классификация
На июль 2018 года в род включают 4 вида:
- Amphibolurus burnsi (Wells & Wellington, 1985)
- Amphibolurus centralis (Loveridge, 1933)
- Amphibolurus muricatus (White, 1790) — Конический амфиболурус[1]
- Amphibolurus norrisi Witten & Coventry, 1984